# شا ووجینگ
شا ووجینگ (چینی: 沙悟淨) یکی از سه شاگرد زائر بودایی، تانگ سان‌زانگ، در رمان کلاسیک چینی سیر باختر است که در قرن شانزدهم توسط وو چنگین در دوران دودمان مینگ نوشته شده است، هرچند نسخه‌هایی از شخصیت او پیش از این رمان نیز وجود داشته‌اند. در این رمان، پیش‌زمینهٔ شا ووجینگ نسبت به سایر همراهان کمتر توسعه یافته و نقش او در ماجراجویی‌ها محدودتر است. در برخی بازگویی‌ها، شا ووجینگ به صورت موجودی افسانه‌ای به نام کاپا (از فولکلور ژاپنی) به تصویر کشیده می‌شود.

## معرفی
مشابه ژو باجیه، شا ووجینگ در اصل ژنرالی در آسمان‌ها بود، با عنوان «ژنرال پرده‌بردار» (چینی: 卷帘大将; پین‌یین: juǎnlián dàjiàng). سقوط او از جایگاه آسمانی زمانی رخ داد که در جشنواره هلوهای آسمانی، یک گلدان یا جام گران‌بها از جنس یشم یا بلور را شکست؛ برخی منابع علت این رویداد را خشم و عصبانیت دانسته‌اند و برخی آن را یک حادثه غیرعمد می‌دانند. در هر صورت، او توسط امپراتور یشم مجازات شد: با چوب ۸۰۰ ضربه خورد و به زمین تبعید شد تا در قالب یک هیولای آدم‌خوار تناسخ یابد.
او در رودخانه‌ای به نام «لیوشا هه» (چینی: 流沙河; پین‌یین: Liúshā-hé؛ به معنای «رود ماسه‌های روان» یا «رود باتلاق شنی») سکونت گزید. در برخی روایت‌ها، روزانه هفت شمشیر پرنده از آسمان فرود آمده و سینه‌اش را می‌شکافتند و سپس بازمی‌گشتند؛ به همین دلیل، او مجبور بود همیشه در آب این رودخانه زندگی کند تا از این عذاب در امان بماند. در نسخه ژاپنی این داستان، او به شکل یک کاپا (موجود آبزی افسانه‌ای) تصویر شده است.